# Ramousies
Ramousies é uma comuna francesa na região administrativa de Altos da França, no departamento do Norte. Estende-se por uma área de 9.6 km². Em 2010 a comuna tinha 229 habitantes (densidade: 23,9 hab./km²).